# تپه قهج
تپه قهج مربوط به دوران‌های تاریخی پس از اسلام است و در شهرستان شاهرود، بخش بسطام، روستای قهج واقع شده و این اثر در تاریخ ۱۰ دی ۱۳۸۱ با شمارهٔ ثبت ۶۹۴۶ به‌عنوان یکی از آثار ملی ایران به ثبت رسیده است.